# Liste von Persönlichkeiten der Stadt Landshut
Die folgende Liste beschäftigt sich mit den Persönlichkeiten der Stadt Landshut.

## In Landshut geborene Persönlichkeiten
Folgende Personen wurden in Landshut bzw. im heutigen Stadtgebiet von Landshut geboren:

### Bis 1800
- Elisabeth von Bayern (* 1227; † 1273), Königin des Heiligen Römischen Reiches
- Konradin (* 1252; † 1268), König von Jerusalem und Sizilien
- Ludwig III. (* 1269; † 1296), Herzog von Niederbayern
- Stephan I. (* 1271; † 1310), Herzog von Niederbayern
- Meinhard III. (* 1344; † 1363), Herzog von Oberbayern
- Elisabeth von Bayern-Landshut (* 1383; † 1442), Kurfürstin von Brandenburg
- Georg Altdorfer (* 1437; † 1495), Bischof von Chiemsee
- Ulrich Füetrer (* vor 1450; † zwischen 1493 und 1502), Dichter und Maler
- Jakob von Landshut (* um 1450; † 1509), Baumeister
- Kaspar Schatzgeyer (* 1463/64; † 1527), Kontroverstheologe der Reformationszeit
- Hans Wertinger (* um 1465/70; † 1533), Zeichner, Maler und Glasmaler
- Thomas Brunner (* um 1535; † 1571), Autor biblischer Dramen
- Wilhelm V. (* 1548; † 1626), Herzog von Bayern
- Ferdinand von Bayern (* 1550; † 1608), Prinz von Bayern und Feldherr
- Franz Matthias Hiernle (* 1677; † 1732), Bildhauer des Barock
- Columban Gigl (* 1686; † 1752), Benediktiner und Abt
- Gottlieb Ignaz von Ezdorf (* 1743; † 1806), Geheimrat, Kämmerer und Schriftsteller
- Kastulus Wohlmuth (* 1748; † 1802), Prämonstratenser, Abt des Klosters Neustift bei Freising
- Christian Jorhan der Jüngere (* 1758; † 1844), Bildhauer
- Andreas Florian Meilinger (* 1763; † 1837), Philosoph und Benediktinermönch
- Andreas Moser (* 1766; † 1806), Schriftsteller und Pädagoge
- Bernhard von Ernsdorfer (* 1767; † 1836), Taubstummenlehrer
- Franz Dionys Reithofer (* 1767; † 1819), Theologe und bayerischer Lokalhistoriker
- Johann Nepomuk von Harscher (* 1769; † 1834), königlich bayerischer Generalmajor
- Franz Xaver Krenkl (* 1780; † 1860), Rennstallbesitzer und Pferdehändler
- Johann Leonhard Schrag (* 1783; † 1858), Buchhändler und Verleger
- Maria Elisabeth in Bayern (* 1784; † 1849), Prinzessin in Bayern
- Pius August in Bayern (* 1786; † 1837), Herzog in Bayern
- Carl von Theodori (* 1788; † 1857), Paläontologe und Verwaltungsjurist
- Carl August Freiherr von Fraunhofen (* 1794; † 1865), Gutsbesitzer, Jurist und Reichsrat
- Wilhelm von Gumppenberg (* 1795; † 1847), Gutsbesitzer
- Moritz Ignaz Weber (* 1795; † 1875), Anatom und Hochschullehrer

### 1801 bis 1900
- Ludwig Feuerbach (* 1804; † 1872), Philosoph
- Friedrich von Pösl (* 1806; † 1876), Kirchenhistoriker
- Friedrich Feuerbach (* 1806; † 1880), Philologe und Philosoph
- Gustav Tiedemann (* 1808; † 1849), Berufsoffizier
- Friedrich Held (* 1812; † 1872), Malakologe und Hochschullehrer
- Friedrich Medicus (* 1813; † 1893), Pomologe
- Karl von Ow (* 1818; † 1898), Beamter und Politiker
- August von Heckel (* 1824; † 1883), Maler
- Sebastian Mutzl (* 1831; † 1917), katholischer Priester, Kunstsammler und Künstler
- Isidor Silbernagl (* 1831; † 1904), Kirchenhistoriker und Kanonist
- Carl du Prel (* 1839; † 1899), Philosoph, Schriftsteller und Okkultist
- Wilhelm Marc (* 1839; † 1907), Maler
- Karl von Rambaldi (* 1842; † 1922), Geschichtsforscher und Schriftsteller
- Christian von Tattenbach (* 1846; † 1910), Diplomat
- Karl Reisner von Lichtenstern (* 1848; † 1906), Generalleutnant
- Karl Tanera (* 1849; † 1904), Offizier der bayerischen Armee und Schriftsteller
- Clemens von Podewils-Dürniz (1850–1922), Politiker
- Hugo Bürgel (* 1853; † 1903), Maler
- Ludwig Bürchner (* 1858; † 1927), Althistoriker und Gymnasiallehrer
- Aloys Dreyer (* 1861; † 1938), Lehrer, Schriftsteller und Bibliothekar
- Max Aigner (* 1864; † 1924), Bezirksoberamtmann
- Josef Böhm (* 1865; † 1929), Bankier und Politiker
- Hanns von Gumppenberg (* 1866; † 1928), Dichter, Übersetzer, Kabarettist und Theaterkritiker
- Karl von Deybeck (* 1866; † 1944), bayerischer Staatsminister der Finanzen
- Max Slevogt (* 1868; † 1932), Maler, Grafiker, Illustrator und Bühnenbildner
- Sebastian Killermann (* 1870; † 1956), Theologe und Mykologe
- Carl Kronacher (* 1871; † 1938), Tierzucht- und Vererbungsforscher
- Josef Echter (* 1872; † 1952), Landrat in Aichach
- Alois Kohlndorfer (* 1874; † 1945), Verwaltungsjurist, Bezirksamtmann und Ministerialbeamter
- Georg Heise (* 1874; † 1945), Lokomotivkonstrukteur bei der Firma Henschel und Sohn in Kassel
- Wilhelm zu Leiningen-Westerburg-Neuleiningen (* 1875; † 1956), Chemiker und Forstwissenschaftler, Professor an der Universität für Bodenkultur Wien
- Robert Kaufmann (* 1876; ?), Landrat in Dingolfing
- Willi Geiger (* 1878; † 1971), Maler und Graphiker
- Franz Haertl (* 1880; † 1959), Landrat
- Otto Zehentbauer (* 1880; † 1961), Bildhauer
- Konrad Graf von Preysing (* 1880; † 1950), Bischof von Eichstätt und Berlin
- Alfred Zenns (* 1880; † 1960), Bauingenieur und Hochschullehrer
- Paul Hammer (* 1881; † 1942), Jurist und Präsident der Bayerischen Staatsbank
- Friedrich Welsch (* 1881; † 1959), Jurist, Präsident des Bayerischen Verfassungsgerichtshofes
- Georg Schott (* 1882; † 1962), Laienprediger und Schriftsteller
- Max Dingler (* 1883; † 1961), Zoologe und Mundartdichter
- Max Imhof (* 1883; † ?), Landrat des Landkreises Wegscheid
- Ludwig Schmitt (* 1884; † 1973), Landrat im Landkreis Germersheim
- Franz Wein (* 1884; † 1954), Jurist, Regierungspräsident von Niederbayern und der Oberpfalz
- Rudolf Conrath (* 1887; † 1968), Landrat im Landkreis Bad Kissingen
- Karl Weiler (* 1889; † 1971), Lehrer und Kommunalpolitiker (NSDAP)
- Karl Wimmer (* 1889; † 1971), Pädagoge und Komponist
- Veit Fischer (* 1890; † 1966), General der Flieger der Luftwaffe im Zweiten Weltkrieg
- Albert Auer (* 1891; † 1973), Benediktiner und Philosoph
- Otto Kissenberth (* 1893; † 1919), Jagdflieger im Ersten Weltkrieg
- Gustav Schulten (* 1897; † 1944 oder 1945), Musikpädagoge, Komponist und Übersetzer
- Maria Weber (* 1899; † 1984), Bildhauerin

### 1901 bis 1950
- Hans Hirthammer (1901–1963), Schriftsteller und Redakteur
- Josef Versl (1901–1993), Maler und Grafiker
- Hermann Erhardt (1903–1958), Schauspieler
- Franz Högner (1903–1979), Maler und Illustrator
- Oskar Ziegenaus (1903–1990), Bauforscher
- Clemens Weber (1905–2008), Architekt
- Joseph Mader (1905–1982), Maler und Grafiker
- Max Schäfer (1907–1990), Fußballspieler und -trainer
- Herbert Hummel (1907–1944), Jurist und SA-Führer
- Ignatz Wimmer (1908–1999), Unternehmer
- Rudolf Ismayr (1908–1998), Gewichtheber Olympiasieger
- Hugo Högner (1910–1994), Maler und Goldschmied
- Georg Schwarz (1914–2010), Ordensgeistlicher und Hochschullehrer
- Hans Hohenester (1917–2001), Bobfahrer und Sportfunktionär
- Marlene Neubauer-Woerner (1918–2010), Bildhauerin
- Paul Meßner (1919–2006), Schriftsteller
- Heinz Benker (1921–2000), Komponist und Musiker
- Theodor Grädler (* 1921), Film-, Theater- und Fernseh-Regisseur sowie Schauspieler und Autor
- Marlene Reidel (1923–2014), Malerin, Illustratorin und Kinderbuchautorin
- Matthias Pöschl (1924–2007), katholischer Priester und Dichter
- Gertrud Benker (1925–2021), Schriftstellerin
- Max Eder (1925–1998), Pathologe und Lehrstuhlinhaber in Köln und München
- Anton Mößmer (1925–2023), Kinderarzt, Autor, Kunst- und Medizinhistoriker
- Inge Sedlmaier (1925–1976), Turnerin
- Karl Reidel (1927–2006), Bildhauer
- Arno Plack (1930–2012), Philosoph und Buchautor
- Georg Spitzlberger (1931–2021), Historiker
- Reinhold Lampe (* 1932), Schauspieler
- Hermann Martin Goldbrunner (1933–2004), Historiker
- Roman Herzog (1934–2017), Jurist, Politiker (CDU), siebter Bundespräsident (1994 bis 1999)
- Hans Rockmeier (1934–1999), Tischtennisspieler
- Herbert Huber (1935–2016), Wirtschaftswissenschaftler und Politiker
- Anton Steer (1935–2024), Generalmajor
- Josef Deimer (* 1936), Landes- und Kommunalpolitiker (CSU) sowie Oberbürgermeister von Landshut (1970–2004)
- Georg Karl (1936–2019), Politiker (CSU), Landrat und bayerischer Senator
- Willy Reitgaßl (1936–1988), Fußballspieler
- Peter Dilg (* 1938), Pharmaziehistoriker
- Sepp Schramm (* 1938), Eishockeytorhüter
- Karl Eyerkaufer (* 1940), Politiker
- Günther Graup (1940–2006), Geologe und Impaktforscher
- Gisela Fiori (1940–2011), Theater- und Filmschauspielerin und Tanzlehrerin
- Ursula Erb (* 1941), Theaterschauspielerin, Trägerin des Landshuter Kulturpreises (2021)
- Rüdiger Hacker (* 1941), Schauspieler, Hörspielsprecher und Regisseur
- Dieter Witt (* 1941), Wirtschaftswissenschaftler
- Max Daunderer (1943–2013), Internist, klinischer Toxikologe, Umweltmediziner und Autor
- Sylvia Kekulé (* 1944), Schauspielerin, Kamerafrau und Autorin
- Peter Röckl (* 1945), Dirigent und Musiker
- Reiner Rummel (* 1945), Professor für Astronomische und Physikalische Geodäsie
- Walter Glaser (* 1946), Eishockeyspieler
- Stephan Keller (* 1946), Diplomat
- Bernhard Schömann (1946–2015), römisch-katholischer Pfarrer, Stiftspropst von St. Martin
- Lisa Endriß (* 1947), bildende Künstlerin
- Michael von Mossner (* 1947), Filmproduzent und Drehbuchautor
- Alois Schloder (* 1947), Eishockeyspieler
- Heinz Zerres (* 1947), Eishockeyspieler
- Walter Kugler (* 1948), Anthroposoph und Pädagoge
- Georg Hack (* 1950), Speedway- und Langbahn-Rennfahrer
- Michael Lange (* 1950), Maler
- Manfred Alfred Maria Mayer (* 1950), Jurist

### 1951 bis 1975
- Larry Schuba (1951–2023), Country-Musiker
- Klaus Auhuber (* 1951), Eishockeyspieler
- Karl Huber (* 1952), Eishockeytorhüter
- Werner Meier (* 1952), Journalist und Autor
- Florian Rötzer (* 1953), Journalist
- Albert Sigl (* 1953), Schriftsteller
- Karl Baier (* 1954), Religionswissenschaftler
- Hermann Martlreiter (* 1954), Jazzmusiker
- Christina Zacker (* 1954), Journalistin und Buchautorin
- Klaus Bieberstein (* 1955), römisch-katholischer Theologe
- Wolfgang Götzer (* 1955), Politiker
- Norbert Witte (* 1955), Schausteller
- Wolfgang Galow (* 1956), Fernschachspieler und Fotograf
- Markus Riederer (* 1956), Botaniker
- Lothar Hasl (* 1957), Redakteur und Kabarettist
- Gunther Olaf Hofmann (* 1957), Chirurg, Physiker und Hochschullehrer
- Andreas Georg Nerlich (* 1957), Pathologe und Mumienforscher
- Bernhard Englbrecht (* 1958), Eishockeytorhüter und -trainer
- Franz Josef Meier (1958–2011), Anglist, Germanist und Hochschullehrer
- Erich Pfeffer (* 1958), General des Heeres der Bundeswehr
- Gerhard Tausche (* 1958), Archivar und Autor
- Gerd Truntschka (* 1958), Eishockeyspieler
- Gisbert Fanselow (1959–2022), Linguist
- Johannes Herrschmann (* 1959), Theater- und Filmschauspieler
- Christoph Krix (* 1959), Schauspieler
- Alexandra von Rehlingen (* 1959), PR-Managerin
- Gabi Rothmüller (* 1959), Regisseurin und Schauspielerin
- Helmut Steiger (* 1959), Eishockeyspieler
- Peter Felixberger (* 1960), Journalist und Autor
- Gabriele Goderbauer-Marchner (1960–2016), Politikerin
- Jakob Haselhuber (* 1960), Diplomat
- Wolfgang Oswald (* 1960), Eishockeyspieler
- Thomas Schmid (* 1960), Schriftsteller
- Christian Strecker (* 1960), Professor und Pfarrer
- Jan-Michael Rost (* 1961), theoretischer Physiker
- Michael Betz (* 1962), Eishockeyspieler
- Richard Dübell (* 1962), Schriftsteller und Grafiker
- Bernhard Graf (* 1962), Kunsthistoriker, Historiker, Germanist, Dozent und Regisseur
- Gerald Huber (* 1962), Journalist, Historiker und Schriftsteller
- Sandra White (* 1962; † 1989), Volksschauspielerin
- Thomas Wünsch (* 1962), Historiker
- Stephan Freund (* 1963), Historiker
- Peter Michalzik (* 1963), Journalist und Theaterkritiker
- Georg Franz Xaver Schwager (* 1963), römisch-katholischer Theologe
- Mac Steinmeier (* 1963), Schauspieler, Stunt Koordinator und Stuntman
- Klaus Holetschek (* 1964), Politiker
- Jens Kreuter (* 1965), Theologe und Jurist
- Rupert Meister (* 1965), Eishockeytorhüter
- Bernd Truntschka (* 1965), Eishockeyspieler
- Norbert Kraut (* 1965), Wissenschaftler
- Claudia Bauer (* 1966), Regisseurin
- Martin Bayerstorfer (* 1966), Politiker
- Peter Dreier (* 1966), Politiker, Landrat des Landkreises Landshut
- Renate Ettl (* 1966), Fachbuchautorin
- Christian Baumann (* 1967), Schauspieler und Sprecher
- Christoph Ulrich Schmid (* 1967), Rechtswissenschaftler, Hochschullehrer und satirischer Autor
- Christine Hartmann (* 1968), Regisseurin und Drehbuchautorin
- Alex Holzwarth (* 1968), Schlagzeuger
- Markus Brunnermeier (* 1969), Volkswirt
- Marcus Mittermeier (* 1969), Schauspieler und Regisseur
- Hubert Nettinger (* 1969), Lied-, Konzert- und Oratoriensänger
- Günter Oswald (* 1969), Eishockeyspieler und -trainer
- Thomas Schinko (* 1969), Eishockeyspieler
- Wolfgang Stark (* 1969), FIFA-Schiedsrichter
- Tobias Abstreiter (* 1970), Eishockeyspieler
- Michael Altinger (* 1970), Kabarettist und Autor
- Stefan Betz (* 1970), Regisseur, Drehbuchautor und Schauspieler
- Hans Koller (* 1970), Jazzpianist und -komponist
- Henriette Wich (* 1970), Schriftstellerin
- Thomas Daffner (* 1971), Eishockeyspieler
- Thomas Küffner (* 1971), Professor für Steuerrecht
- Christian Künast (* 1971), Eishockeytorhüter
- Sabrina White (* 1972), Komikerin, Fernseh- und Volksschauspielerin
- Andreas Bindhammer (* 1973), Wettkampfkletterer
- Susanne Kellermann (* 1974), Regisseurin und Schauspielerin
- Evi Goldbrunner (* 1975), Autorin, Dramaturgin und Regisseurin
- Alexander Serikow (* 1975), Eishockeyspieler

### Ab 1976
- Gernot Bauer (* 1976), Sportjournalist
- Bastian Yotta (* 1976), Unternehmer, Buchautor und Reality-TV-Teilnehmer
- Angela Ascher (* 1977), Schauspielerin
- Thomas Vogl (* 1977), Eishockeyspieler
- Manuel Baum (* 1979), Fußballspieler und -trainer
- Markus Eberl (* 1979), Eishockeyspieler
- Andreas Geipel (* 1979), Eishockeyspieler
- Peter Abstreiter (* 1980), Eishockeyspieler
- Simone Ascher (* 1980), Schauspielerin
- Kirstin Fischer (* 1980), Theaterschauspielerin
- Markus Hundhammer (* 1980), Eishockeyspieler
- Tobias Kratzer (* 1980), Opern- und Schauspielregisseur
- Christine Selhuber-Unkel (* 1980), Physikerin und Hochschullehrerin
- Dominik Hammer (* 1981), Eishockeyspieler
- Evi Keglmaier (* 1981), Musikerin
- Stefan Reisinger (* 1981), Fußballspieler
- Daniel Koslow (* 1982), Eishockeyspieler
- Annette Dytrt (* 1983), Eiskunstläuferin
- Max Otto Zitzelsberger (* 1983), Architekt und Juniorprofessor
- Andreas Attenberger (* 1984), Eishockeyspieler
- Tobias Haupt (* 1984), Wirtschaftswissenschaftler, Hochschullehrer und Fußballfunktionär
- Maximilian Seyller (* 1984), Eishockeyspieler
- Matthias Wittmann (* 1984), Eishockeyspieler
- Alexander Feistl (* 1985), Eishockeyspieler
- Patrick Koslow (* 1985), Eishockeytorhüter
- Sebastian Vogl (* 1986), Eishockeytorhüter
- Thomas Wilhelm (* 1986), Eishockeyspieler
- Maximilian Brandl (* 1988), Eishockeyspieler
- Sebastian Gumplinger (* 1988), Eishockeyspieler
- Jessica Hammerl (* 1988), Eishockeyspielerin
- Sophie Kratzer (1989–2020), Eishockeyspielerin
- Florian Müller (* 1989), Eishockeyspieler
- Tamara Ritthaler (* 1989), Schauspielerin
- Maximilian Forster (* 1990), Eishockeyspieler
- Maximilian Hofbauer (* 1990), Eishockeyspieler
- Marlene Schönberger (* 1990), Politikerin
- Martin Stosch (* 1990), Popsänger
- Fritz Berghammer (* 1991), Eishockeytorhüter
- Thomas Brandl (* 1991), Eishockeyspieler
- David Elsner (* 1992), Eishockeyspieler
- Nico Krämmer (* 1992), Eishockeyspieler
- Tom Kühnhackl (* 1992), Eishockeyspieler
- Christoph Schönfelder (* 1992), Organist, Domorganist in St. Gallen (CH)
- Sebastian Maier (* 1993), Fußballspieler
- Martin Nörl (* 1993), Snowboarder
- Tobias Rieder (* 1993), Eishockeyspieler
- Alexander Parzhuber (* 1996), Jazzmusiker
- Valentin Kopp (* 1997), Eishockeyspieler
- Marin Pongračić (* 1997), Fußballspieler
- Julian Justvan (* 1998), Fußballspieler
- Marco Baßler (* 1999), Eishockeyspieler
- Jonas Sagstetter (* 1999), Volleyball- und Beachvolleyballspieler
- Benedikt Sagstetter (* 2000), Volleyball- und Beachvolleyballspieler
- Luis Schinko (* 2000), Eishockeyspieler
- Florian Bugl (* 2002), Eishockeytorwart
- Veit Oswald (* 2004), Eishockeyspieler
- Annett Kaufmann (* 2006), Tischtennisspielerin

## Bekannte Einwohner von Landshut
- Ludmilla von Böhmen (um 1170–1240), böhmische Prinzessin und Herzogin von Bayern
- Ludwig der Kelheimer (1173–1231), Herzog von Bayern und Pfalzgraf bei Rhein
- Otto II. der Erlauchte (1206–1253), Herzog von Bayern und Pfalzgraf bei Rhein
- Katharina von Habsburg (um 1256–1282), Gattin von Herzog Otto III. von Niederbayern
- Agnes von Glogau (1293/96–1361), Herzogin von Glogau und Niederbayern, Gräfin von Hals
- Stephan mit der Hafte (1319–1375), Herzog von Bayern
- Johann I. (1329–1340), Herzog von Niederbayern
- Otto V. (1346–1379), Kurfürst und Markgraf von Brandenburg
- Hans von Burghausen (1350/60–1432), Baumeister
- Hans Krumenauer (1350/60–1410), Baumeister
- Hans Stethaimer (um 1400–1460/61), Architekt, Steinmetz und Maler
- Heinrich XVI. der Reiche von Bayern (1386–1450), Herzog von Bayern-Landshut
- Ludwig IX. der Reiche (1417–1479), Herzog von Bayern-Landshut
- Martin Mair (um 1420–1481), Humanist und Staatsmann
- Veit Arnpeck (um 1440–1496), Geschichtsschreiber
- Johann Fink (um 1440–nach 1505), Mediziner, Leibarzt von Georg dem Reichen
- Wolfgang Kolberger (um 1445–nach 1519), Kanzler und zeitweise Statthalter Herzog Georgs des Reichen von Bayern-Landshut
- Georg der Reiche (1455–1503), Herzog von Bayern-Landshut
- Hans Leinberger (1470/80–um 1531), Bildhauer der Spätgotik
- Götz von Berlichingen (1480–1562), fränkischer Reichsritter
- Ruprecht von der Pfalz (1481–1504), Pfalzgraf
- Ludwig X. (1495–1545), Herzog von Bayern
- Renata von Lothringen (1544–1602), Herzogin von Bayern
- Johann Graf von Aldringen (1588–1634), Feldherr
- Christian Jorhan der Ältere (1727–1804), Bildhauer
- Candid Huber (1747–1813), Benediktinermönch und Forstbotaniker
- Franz von Paula Schrank (1747–1835), Botaniker
- Johann Michael Sailer (1751–1832), katholischer Theologe und Bischof von Regensburg
- Georg Alois Dietl (1752–1809), Jesuit und Professor an der Universität Landshut
- Johann Baptist von Schiber (1764–1829), Präsident des Appellationsgerichtes für den Isarkreis
- Jakob Salat (1766–1851), katholischer Theologe und Philosoph
- Johann Georg Feßmaier (1775–1828), Rechtswissenschaftler, Mitglied der Landshuter Kriegskommission und Professor an der Universität
- Karl Sigmund Lorber (1792–1845), Bürgermeister von Landshut
- Johann Baptist Bernlochner (1799–1869), Baumeister und Theaterunternehmer
- Leonhard Schmidtner (1800–1873), Architekt
- Johann Ehrlich (1819–1860), Orgelbauer
- Franz Xaver Witt (1834–1888), Kirchenmusiker, Komponist, Reformer, Gründer des allgemeinen deutschen Cäcilienvereines
- Gregor Leonhard Reiner (1756–1807), Philosoph und Hochschullehrer
- Max Freiherr von Oppenheim (1860–1946), Diplomat, Orientalist und Archäologe
- Ludwig Thoma (1867–1921), Schriftsteller
- Ernst Stahl (1846–1924), Musiker, Komponist, Kantor und Dirigent
- Hans Carossa (1878–1956), Arzt, bekannt als Lyriker und Autor von Erzählungen
- Matthias Hösl (1887–1967), deutscher Gewerkschaftsfunktionär und Kommunalpolitiker
- Max Maurer (1891–1972), Polizist, Gerechter unter den Völkern, rettete 1945 13 Juden vor dem Tod
- Gregor Strasser (1892–1934), nationalsozialistischer Politiker
- Callista Brenzing (1896–1975), Zisterzienserin und Lehrerin
- Karl Vielweib (1896–1944), nationalsozialistischer Oberbürgermeister
- Heinrich Himmler (1900–1945), nationalsozialistischer Politiker
- Albrecht Ritter Mertz von Quirnheim (1905–1944), ermordeter Widerstandskämpfer vom 20. Juli 1944, Offizieranwärter im Landshuter Ausbildungsbataillon des Infanterie-Regiments 19
- Columba Baumgartner (1912–2007), Äbtissin des Klosters Seligenthal
- Johann Hahn (1916–1998), Glockengießer
- Marlene Neubauer-Woerner (1918–2010), Bildhauerin
- Fritz Koenig (1924–2017), Bildhauer
- Assumpta Schenkl (1924–2009), Äbtissin des Klosters Seligenthal
- Immolata Kronpaß (1925–2010), Priorin in La Paz
- Hugo Resch (1925–1994), Zimbernforscher
- Rosaria Golsch (1926–2003), Äbtissin des Klosters Marienkron
- Jaro Truntschka (1928–2013), Eishockeyspieler, EVL Gründungsmitglied
- Alfred Jahn (1937–2024), Kinderchirurg
- Dieter Wieland (* 1937), Dokumentarfilmer und Autor
- Claudia Wedekind (1942–2015), Schauspielerin
- Martin Sperr (1944–2002), Dramatiker und Schauspieler
- Heinz Winbeck (1946–2019), Komponist
- Petra Articus (* 1948), Äbtissin des Klosters Seligenthal
- Thomas Gambke (* 1949), Politiker
- Erich Kühnhackl (* 1950), Eishockeyspieler
- Herbert Hainer (* 1954), Manager
- Franz Kober (* 1956), Ingenieur
- Rita Falk (* 1964), Autorin